# Martha Bradley

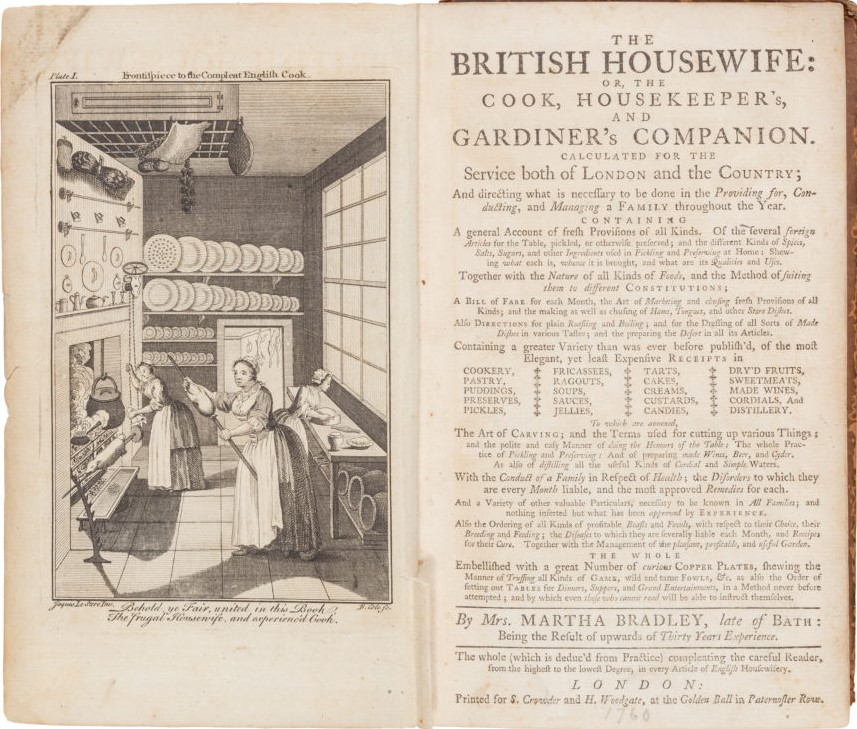
El frontispicio y la página de título de la obra de Bradley de 1758, The British Housewife.

Martha Bradley (fl. años 1740-1755) fue una escritora de libros de cocina británica. Se sabe poco sobre su vida, excepto que publicó el libro de cocina The British Housewife en 1756 y trabajó como cocinera durante más de treinta años en la elegante ciudad balneario de Bath, Somerset.
La única obra impresa de Bradley, The British Housewife, se publicó en 42 números entre enero y octubre de 1756. Se publicó en forma de libro de dos volúmenes en 1758 y tiene más de mil páginas. Es probable que Bradley estuviera muerta antes de que se publicara el trabajo. El libro sigue el estilo francés de nouvelle cuisine, lo que distingue a Bradley de otras escritoras de libros de cocina de la época, que se centraban en el estilo británico o inglés de preparación de alimentos. La obra está cuidadosamente organizada y las recetas tomadas de otros autores están modificadas, lo que sugiere que era una cocinera conocedora y experimentada, capaz de mejorar platos existentes.
Debido a lo extenso de The British Housewife, no se reimprimió hasta 1996; como resultado, pocos escritores modernos han escrito extensamente sobre Bradley o su obra.

## Biografía

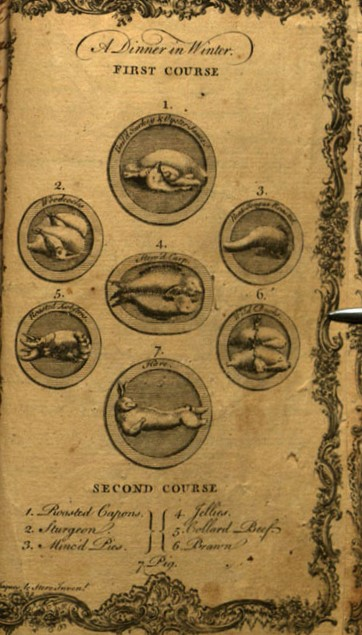
Ejemplo ilustrado de una cena en invierno, según lo sugerido por Bradley.

Se sabe poco sobre la vida de Martha Bradley, y lo que se sabe proviene de su única publicación, The British Housewife. En la década de 1740 trabajó como cocinera profesional en la elegante ciudad balneario de Bath, Somerset, y tenía más de treinta años de experiencia en el trabajo. El editor de The British Housewife señaló que todos los documentos de Bradley habían sido almacenados con él; el historiador de alimentos Gilly Lehmann considera que esto demuestra que Bradley estaba muerta cuando se publicó la obra a fines de la década de 1750. Entre los documentos se incluía una colección de recetas familiares escritas a mano. Una referencia en la obra al libro de William Hogarth de 1753 El análisis de la belleza indica que al menos una parte del libro fue escrita después de esa fecha.
Basándose en las recetas que aparecen en su obra, Lehmann considera que parece que Bradley había leído varios libros de cocina contemporáneos, incluidos los de Mary Eales (Mrs Mary Eales's Receipts, 1718), Patrick Lamb (Royal Cookery, 1726—la tercera edición), Vincent La Chapelle ( The Modern Cook, 1733) y Hannah Glasse (The Art of Cookery Made Plain and Easy, 1747). Las recetas de estos platos han sido modificadas y mejoradas respecto de las originales, con un conjunto reducido de ingredientes e instrucciones simplificadas; según el escritor gastronómico Alan Davidson, esto demostró que tenía conocimientos y capacidad en la carrera que había elegido. Según Lehmann, The British Housewife era más que un simple libro de cocina, sino que era «un manual completo para el ama de casa, la cocinera, el ama de llaves, el jardinero y el herrador, con secciones mensuales de consejos y recetas que cubren todos los aspectos de la gestión doméstica a mediados del siglo XVIII».
The British Housewife se publicó por primera vez como obra parcial en 42 ediciones semanales, siendo posiblemente el primer libro de cocina publicado de esta manera;  la primera edición fue el 10 de enero de 1756. Las ediciones semanales comprendían «cuatro grandes medias hojas impresas» con un coste de 3d. Las ediciones semanales habrían terminado en octubre de ese año y habrían costado 10s 6d en total (equivalente a £98,64 en 2023). Las obras parciales se anunciaron en toda Gran Bretaña, incluidas Oxford, Leeds, Mánchester, y Sussex. En el texto de los trabajos parciales, Bradley anunciaba los otros números, diciendo a los lectores: «En nuestros números anteriores hemos dado a la cocinera instrucciones muy amplias para asar todos los cortes sencillos de carne ... que no puede quedarse perdida en ninguno de ellos».
La obra fue publicada en forma de libro en 1758; sus dos volúmenes comprendían más de 1200 páginas. Algunas fuentes muestran fechas diferentes. El catálogo histórico de Virginia Maclean de 1981, A Short-Title Catalogue of Household and Cookery Books Published in the English Tongue, 1701–1800, sitúa la fecha de publicación en 1760, pero la obra de Arnold Oxford de 1913, English Cookery Books to the Year 1850, la enumera como c. 1770 con 752 páginas.

## The British Housewife(1758)

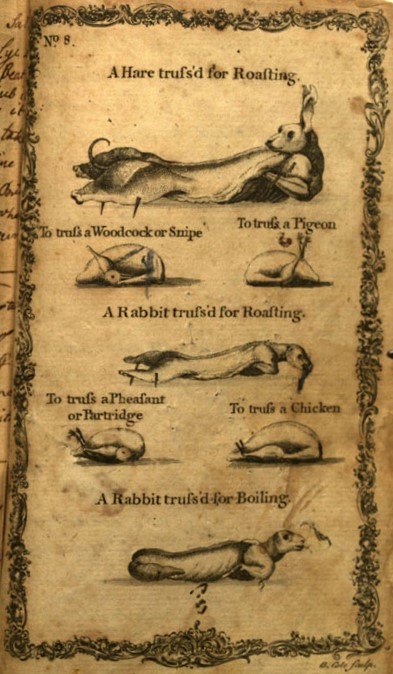
Trozos de caza atados para asar; una ilustración de The British Housewife.

The British Housewife, publicada en 1758, contiene recetas de fricasées, ragús (que Bradley deletreaba Ragoo), collops, pilafs, pastys, tartas (incluidas las de ostras y anguilas)  platos de pescado, sopas (que ella deletreaba tanto como soup como soop), bisques, postres (incluidos pudines, gelatinas, panqueques, buñuelos, flummeries, pasteles syllabubs y confitería) y alimentos en conserva, incluidos encurtidos y mermeladas. Bradley también incluyó una sección dedicada a la destilación de bebidas espirituosas, así como a la elaboración de vino, cerveza y sidra. Las recetas de Bradley incluyen la mayoría de las partes del animal, incluidos los intestinos, las crestas de gallo, los nudillos, la cabeza, el corazón, la lengua, la ubre, las patas, los pies, las orejas y las mejillas. El libro también contenía un capítulo sobre curas para enfermedades comunes, que incluía una receta que utilizaba lombriz de tierra en polvo para curar la fiebre intermitente.
Según Davidson, The British Housewife demostró una «organización sofisticada», y Petits Propos Culinaires considera que el «plan de Bradley para la educación de la cocinera y la ama de casa era más completo que cualquiera de los que se habían presentado antes». El historiador literario Henry Notaker identifica una fuerte forma y estrategia pedagógica dentro del libro. Bradley lo destaca cuando escribe: «en todos los estudios es una práctica habitual empezar con las cosas más sencillas y fáciles, y de ahí pasar a las más difíciles», y progresó desde técnicas como asar y hervir «y de ahí llevar al cocinero a los platos más elegantes y difíciles de preparar». La historiadora de la alimentación Sandra Sherman ve una forma pedagógica en el diseño de las recetas y destaca la «lógica deliberada y reforzadora [que] implica la atención del lector en un proceso que produce resultados». Sherman ve «un ligero matiz disciplinario» en el enfoque de Bradley para garantizar que los lectores siguieran las instrucciones, e informa que la estructura «hace ... [que los] consejos [del libro] parezcan coherentes, precisos y aceptables». Los historiadores culinarios Anne Willan, Mark Cherniavsky y Kyri Claflin describen a Bradley como «la consumada maestra de cocina», y su libro como «un curso de cocina que comienza con lo básico y va aumentando la complejidad».
El trabajo se dividió en secciones mensuales y estas permitieron a Bradley reflejar el ritmo natural de las estaciones de acuerdo con el suministro de productos disponibles para cada mes. Según Sherman, fue «diseñado para sacar lo mejor de las provisiones disponibles y, como esos textos, contiene instrucciones elaboradas para conservar los alimentos». De este modo, el libro «integra la preparación de alimentos con su producción, es decir, con la jardinería y la cría de animales», y proporciona así un enfoque holístico de la planificación y preparación de alimentos.
Como ocurre con muchos de los libros de cocina de la época, The British Housewife tiene elementos nacionalistas. Las recetas de Bradley favorecen fuertemente los ingredientes británicos, y no hay ninguna referencia a bebidas francesas, como el clarete, el borgoña o el champán; en cambio, pide vinos caseros de nabo o de pasas, y prefiere el oporto diez veces más que cualquier otro vino. Entre los ingredientes descritos como tradicionalmente ingleses se encontraban aquellos importados de las colonias británicas de Asia, África y las Américas. Bradley describe cómo la pimienta de Cayena se «importa ... de los negros de nuestras plantaciones. La fruta es común en África, se han acostumbrado a comerla allí, le mostraron a nuestra gente el camino en América y nos han enseñado a nosotros». La anglicista Wendy Wall señala que esto demostraba la conexión entre el cocinero británico y el sistema esclavista.
A pesar del enfoque nacionalista, hay fuertes influencias francesas en todo el libro. Esto incluye el estilo francés de una mesa de comedor circular, con la colocación simétrica de platos y fuentes para la comodidad del comensal; Bradley fue una de las pocas escritoras de libros de cocina en la Inglaterra del siglo XVIII que escribió en apoyo del estilo francés de nouvelle cuisine. Bradley describió su objetivo para el libro de esta manera: «Nuestra cocinera ... podrá demostrar que una muchacha inglesa, debidamente instruida al principio, puede igualar al mejor caballero francés en todo, excepto en los gastos». La economía y la practicidad se muestran en todo su enfoque, según el historiador de la alimentación Ivan Day; él clasifica a Bradley junto con Hannah Glasse y Elizabeth Raffald en este sentido. Los tres mostraron un aspecto económico en sus recetas, a diferencia de los escritores de libros de cocina masculinos de la época a quienes, como observa Day, «les gustaba presumir con un estilo extravagante de cocina».

Aunque Bradley apoyó algunos aspectos de la cocina francesa, también criticó con gusto el enfoque francés de ciertos platos, incluido su hábito de usar ingredientes que tienen el efecto de ocultar el sabor de algunos elementos del plato. Al final de una receta de capón asado con hierbas, advierte que añadirle un raggoo (una salsa) lo hará más de moda, pero no lo mejorará:
The French, who never know when to stop, serve up a capon done in this manner with a rich raggoo about it, but this is confusion, and the taste of one thing destroys that of another. They who would be at the top of the French taste may serve it in this manner, but with gravy it is a very delicate and fine dish, and no way extravagant in the expense.
[Los franceses, que nunca saben cuando parar, sirven un capón hecho de esta manera con un rico raggoo encima, pero esto es confusión, y el sabor de una cosa destruye el de otra. Quienes quieran estar en la cima del gusto francés pueden servirlo de esta manera, pero con salsa es un plato muy delicado y fino, y de ninguna manera extravagante en cuanto a gasto].
Los franceses no fueron la única nación que enfrentó críticas; una receta de cerdo asado analiza las prácticas de cría de animales germánicas: «Los alemanes lo azotan hasta la muerte, pero ellos merecen el mismo destino por su crueldad; no hay motivo para tal barbarie para hacer un plato delicado».
The British Housewife se ha utilizado como fuente en varias obras de historia social y alimentaria, y las recetas de Bradley todavía aparecen en libros de cocina modernos. El libro se utilizó en Norteamérica colonial y en Irlanda. La escala del libro (más de 1000 páginas) hizo que la obra no se reimprimiera hasta 1996, lo que significó que cayó fuera del conocimiento público y pocos escritores modernos han escrito extensamente sobre Bradley o su obra. Davidson, que considera a The British Housewife «el más interesante de los libros de cocina ingleses del siglo XVIII», piensa que «uno tiene la sensación al leer ... [la obra de Bradley] que aquí hay una persona real, comunicándose eficazmente con nosotros a través de los siglos». El anglicista Robert James Merrett considera la obra «el libro de cocina más enciclopédico y personalmente comprometido del siglo». Lehmann opina que la participación personal de Bradley en el desarrollo de las recetas se destaca en el libro. Escribiendo en el Oxford Dictionary of National Biography, considera que:
The British Housewife contiene varias ilustraciones a lo largo del libro. El frontispicio del libro muestra a tres mujeres trabajando en una cocina sobre el lema Behold you fair, united in this book. The frugal housewife and the experienced cook («He aquí, bellas, unidas en este libro. La ama de casa frugal y la cocinera experimentada»).  Otras ilustraciones incluyen ejemplos de cómo atar cortes de caza, muestras de menús para comer en diferentes épocas del año y cómo poner la comida en una mesa de manera agradable. Según Bradley, las ilustraciones eran más que un mero elemento decorativo; servían para que «incluso aquellos que no saben leer puedan instruirse por sí mismos». Al hablar de la disposición de los platos en la mesa, escribe: «Complacer al paladar es un propósito de esta rama de estudio, y complacer a la vista es otro».
Bradley is one of the most important cookery writers of the eighteenth century, not only because her book is one of the most comprehensive of its kind but also because she discusses the merits and difficulties of the dishes, gives information on European as well as English cookery, and tells the reader what is old-fashioned and what is up to date. In an age when most cookery books were simply compilations Mrs Bradley's book stands out for the author's personal involvement in her recipes.

[Bradley es una de las escritoras de cocina más importantes del siglo XVIII, no sólo porque su libro es uno de los más completos de su tipo, sino también porque analiza los méritos y las dificultades de los platos, da información sobre la cocina europea e inglesa y le dice al lector qué es antiguo y qué es moderno. En una época en la que la mayoría de los libros de cocina eran simples recopilaciones, el libro de la Sra. Bradley destaca por la implicación personal de la autora en sus recetas].

#### Libros
- Bradley, Martha (1760). The British Housewife. Londres: S. Crowder and H. Woodgate. OCLC 221271624.
- Colquhoun, Kate (2007). Taste: The Story of Britain Through its Cooking. Nueva York: Bloomsbury. ISBN 978-1-5969-1410-0.
- Davidson, Alan (2014). The Oxford Companion to Food. Oxford: Oxford University Press. ISBN 978-0-19-104072-6.
- Day, Ivan (2009). Cooking in Europe, 1650–1850. Westport, Connecticut: Greenwood Press. ISBN 978-0-3133-4624-8.
- Eden, Trudy (2010). The Early American Table: Food and Society in the New World. DeKalb, Illinois: Northern Illinois University Press. ISBN 978-0-87580-383-8.
- Hopley, Claire (2009). The History of Christmas Food and Feasts. Barnsley, South Yorkshire: Remember When. ISBN 978-1-8446-8065-8.
- Lehmann, Gilly (2003). The British Housewife: Cooking and Society in 18th-century Britain (Kindle edición). Totness, Devon: Prospect Books. ISBN 978-1-909248-00-7.
- Maclean, Virginia (1981). A Short-Title Catalogue of Household and Cookery Books Published in the English Tongue, 1701–1800. Londres: Prospect Books. ISBN 978-0-9073-2506-2.
- Mason, Laura (2004). Food Culture in Great Britain. Westport, Connecticut: Greenwood Publishing Group. ISBN 978-0-313-32798-8.
- Mason, Laura (2006). The Taste of Britain. Londres: Harper Press. ISBN 978-0-0072-4132-3.
- Mason, Laura; Paston-Williams, Sara (2013). Grandma's Cookbook. Londres: Pavilion Books. ISBN 978-1-907892-71-4.
- Meacham, Sarah H. (2009). Every Home a Distillery: Alcohol, Gender, and Technology in the Colonial Chesapeake. Baltimore, Maryland: Johns Hopkins University Press. ISBN 978-0-8018-9791-7.
- Merrett, Robert James (2012). «The Culinary Art of Eighteenth-Century Women Cookbook Authors».  En Potter, Tiffany, ed. Women, Popular Culture, and the Eighteenth Century. Toronto: University of Toronto Press. pp. 115-132. ISBN 978-1-4426-8998-5.
- Merrett, Robert James (2021). Imperial Paradoxes: Training the Senses and Tasting the Eighteenth Century. Montreal: McGill-Queen's University Press. ISBN 978-0-2280-0796-8.
- Oxford, Arnold (1913). English Cookery Books to the Year 1850. Oxford: Oxford University Press. OCLC 252887531.
- Pinkard, Susan (2009). A Revolution in Taste: The Rise of French Cuisine, 1650-1800. Cambridge University Press. ISBN 978-0-5218-2199-5.
- Notaker, Henry (2017). A History of Cookbooks: From Kitchen to Page over Seven Centuries. Berkeley, California: University of California Press. ISBN 978-0-5209-6728-1.
- Quayle, Eric (1978). Old Cook Books: An Illustrated History. Londres: Cassell. ISBN 978-0-289-70707-4.
- Sherman, Sandra (2004a). Fresh from the Past: Recipes and Revelations from Moll Flanders' Kitchen. Lanham, Maryland: Taylor Trade. ISBN 978-1-5897-9088-9.
- Sherman, Sandra (2010). Invention of the Modern Cookbook. Westport, Connecticut: Greenwood Press. ISBN 978-1-5988-4486-3.
- Vickery, Amanda (2009). Behind Closed Doors: At Home in Georgian England. New Haven, Connecticut: Yale University Press. ISBN 978-0-3001-5453-5.
- Waddington, Paul (2004). Seasonal Food: A Guide to What's in Season When and Why. Londres: Transworld Publishers. ISBN 978-1-9039-1952-1.
- Wall, Wendy (2016). Recipes for Thought: Knowledge and Taste in the Early Modern English Kitchen. Filadelfia, Pensilvania: University of Pennsylvania Press. ISBN 978-0-8122-4758-9.
- Willan, Anne; Cherniavsky, Mark; Claflin, Kyri (2012). Cookbook Library: Four Centuries of the Cooks, Writers and Recipes That Made the Modern Cookbook. Berkeley, California: University of California Press. ISBN 978-0-5203-5261-2.

#### Revistas y periódicos
- Davidson, Alan (1989). «Truffles and Morels in 18th Century Recipes». Petits Propos Culinaires 33: 11-14.
- «Review: Mrs Martha Bradley, The British Housewife (1758)». Petits Propos Culinaires 54: 40-41. 1995.
- Sexton, Regina (2015). «Food and Culinary Cultures in Pre-Famine Ireland». Proceedings of the Royal Irish Academy: Archaeology, Culture, History, Literature 115 (1): 257-306. doi:10.1353/ria.2015.0008.
- Sherman, Sandra (2004b). «'The Whole Art and Mystery of Cooking': What Cookbooks Taught Readers in the Eighteenth Century». Eighteenth-Century Life 28 (1): 115-135. doi:10.1215/00982601-28-1-115.
- Sherman, Sandra (2003). «Printed Communities: Domestic Management Texts in the Eighteenth Century». Journal for Early Modern Cultural Studies 3 (2): 36-67. doi:10.1353/jem.2003.0011.
- Steedman, Carolyn (2005). «Poetical Maids and Cooks Who Wrote». Eighteenth-Century Studies 39 (1): 1-27. doi:10.1353/ecs.2005.0053.

#### Anuncios en periódicos
- «Advertisement». The Leeds Intelligencer. 3 de febrero de 1756. p. 3.
- «Advertisement». The Manchester Mercury. 13 de enero de 1756. p. 3.
- «Advertisement». The Oxford Journal. 3 de enero de 1756. p. 3.
- «Advertisement». =The Oxford Journal. 10 de enero de 1756. p. 3.
- «Advertisement». The Oxford Journal. 17 de febrero de 1759. p. 4.
- «Advertisement». The Sussex Advertiser. 19 de julio de 1756. p. 3.

#### Sitios web
- Clark, Gregory (2023). «The Annual RPI and Average Earnings for Britain, 1209 to Present (New Series)». MeasuringWorth. Archivado desde el original el 1 de abril de 2023. Consultado el 22 de febrero de 2023.
- Lehmann, Gilly (2004), «Bradley, Martha (fl. 1740s–1755)»,  (en inglés), Oxford Dictionary of National Biography, (requiere suscripción).

- Datos: Q18819642
- Multimedia: Martha Bradley / Q18819642